# Pierre Sisser
Pierre Samuel Sisser, né le 23 décembre 1935 à Neuilly-sur-Seine (Seine) et mort le 15 mai 2011 dans le 12e arrondissement de Paris, est un scénariste et réalisateur français.

## Biographie
Il est avec Jacques Rouzet le créateur de la série Louis la Brocante avec Victor Lanoux, diffusé de 1998 à 2014.

## Filmographie

### Réalisateur
- 1965 : Les Nuits secrètes de Paris (mini-série télévisée)
- 1971 : Un enfant dans la ville (téléfilm)
- 1973 : Géraldine ou la vertu récompensée
- 1974 : Force 8
- 1975 : Un jour, la fête
- 1982 : Ça va pas être triste
- 1984 : Papy fait de la résistance (Réalisation de la seconde équipe)
- 1984 : Opéra première
- 1985 : Astrolab 22 (série télévisée)
- 1986 : 2002 ou l'odyssée du futur
- 1986 : Avec plaisir (court métrage)
- 1988 : Le Loufiat (mini-série) - Le Bouchon de Lyon (épisode 3)
- 1990 : Les Millionnaires du jeudi (série télévisée)
- 1992 : Les Noces de carton (téléfilm)
- 1994 : Tout feu, tout femme (série télévisée)
- 1998 : Les Cordier, juge et flic - Rangée des voitures (saison 6, épisode 4)
- 1998 : Louis la Brocante - Louis et les mômes (saison 1, épisode 1)
- 1998 : Louis la Brocante - Louis et Violette (saison 1, épisode 2)
- 1999 : Louis la Brocante - Louis et la prison de cristal (saison 2, épisode 2)
- 2001 : Louis la Brocante - Louis et le silence de plomb (saison 3, épisode 3)
- 2002 : Un paradis pour deux (téléfilm)
- 2003 : Louis la Brocante - Louis et la figurine d'argile (saison 4, épisode 3)
- 2003 : Louis la Brocante - Louis, Mathilde et les Autres (saison 5, épisode 1)
- 2004 : La Visite (téléfilm)
- 2006 : Aller-retour dans la journée (téléfilm)
- 2006 : Louis la Brocante - Louis et le mystère du viager (saison 7, épisode 2)
- 2007 : Louis la Brocante - Louis et la fin des abricots (saison 8, épisode 3)
- 2009 : Louis la Brocante - Louis et les pots cassés (saison 10, épisode 4)
- 2009 : Louis la Brocante - Louis voit double (saison 11, épisode 1)
- 2011 : Louis la Brocante - Louis mène l'enquête (saison 12, épisode 2)

### Acteur
- 1961 : Arrêtez les tambours de Georges Lautner : un résistant
- 1971 : Un enfant dans la ville de lui-même (téléfilm)
- 1996 : Le Rêve d'Esther de Jacques Otmezguine (téléfilm)
- 1999 : Lettre à mon frère Guy Gilles, cinéaste trop tôt disparu de Luc Bernard (documentaire) : lui-même

### Scénariste
- 1968-1971 : Les Saintes chéries (série télévisée)
- 1969 : Erotissimo de Gérard Pirès
- 1971 : Un enfant dans la ville de lui-même (téléfilm)
- 1974 : Force 8 de lui-même
- 1975 : Un jour, la fête de lui-même
- 1978 : Vas-y maman de Nicole de Buron
- 1983 : Ça va pas être triste de lui-même
- 1986 : Avec plaisir (court métrage)
- 1998 : Louis la Brocante (série télévisée), Louis et les mômes (saison 1, épisode 1) de lui-même
- 2002 : Un paradis pour deux de lui-même (téléfilm)
- 2011 : Louis la Brocante (série télévisée), Louis mène l'enquête (saison 12, épisode 2) de lui-même